# Exobasidium splendidum
Exobasidium splendidum ist eine Pilzart der Familie der Nacktbasidienverwandten (Exobasidiaceae) aus der Ordnung Ustilaginomycotina. Sie ist ein Endoparasit von Vaccinium fragile und Preiselbeere (Vaccinium vitis-idaea). Symptome des Befalls durch den Pilz sind rötliche Pusteln auf den Blattoberseiten der Wirtspflanzen. Die Art ist Europa und China verbreitet.

## Merkmale

### Makroskopische Merkmale
Exobasidium splendidum ist mit bloßem Auge zunächst nicht zu erkennen. Symptom des Befalls sind ein bis zwei rötliche, runde Flecken auf der Oberseite der Blätter des Wirtes. Sie haben eine Größe von 3,5 bis 5,5 mm. Der Pilz befällt die Jahrestriebe und die befallenen Blätter sind leuchtend rot.

### Mikroskopische Merkmale
Das Myzel von Exobasidium splendidum wächst wie bei allen Nacktbasidien interzellulär und bildet Saugfäden, die in das Speichergewebe des Wirtes wachsen. Die zwei- bis viersporigen, 4–8 µm breiten Basidien sind lang, unseptiert und zylindrisch bis keulenförmig. Sie wachsen direkt aus der Wirtsepidermis oder aus Spaltöffnungen. Die zylindrischen oder keulenförmigen bis eiförmigen Sporen sind hyalin und 9–14 × 3–4,2 µm groß. Zunächst sind sie unseptiert, reif besitzen sie ein bis drei Septen. Die Konidien sind hyalin, variabel geformt und 2–30 × 1–2,5 μm groß.

## Verbreitung
Das bekannte Verbreitungsgebiet von Exobasidum splendidum umfasst mit Europa und China ein eurasisches Areal.

## Ökologie
Die Wirtspflanzen von Exobasidium splendidum sind Vaccinium vitis-idaea und Vaccinium fragile. Der Pilz ernährt sich von den im Speichergewebe der Pflanzen vorhandenen Nährstoffen, seine Basidien brechen später durch die Blattoberfläche und setzen Sporen frei.
Als monozyklischer Pilz (d. h., er bildet Sporen nur einmal während der Wachstumssaison) überwintert er in vegetativen Knospen und befällt dann im Frühjahr die sich entwickelnden Jahrestriebe. Die Sporen keimen zu Keimschläuchen und Konidien, aus denen sich dann neues Myzel entwickelt.